# 單挫林
單挫林（INN:）又称丹曲林，是一種突觸後肌肉鬆弛劑，可減輕骨骼肌的收缩。它与雷诺丁受体（ryanodine receptor）RyR1结合，抑制肌质网钙离子释放而减弱肌肉收缩。單挫林是治療和預防因全身麻醉而引發的罕見且致命的恶性高热之主要藥物。早年恶性高热的死亡率高達70%，使用單挫林其死亡率已低於5%。
單挫林也用於抗精神藥物惡性症候群（neuroleptic malignant syndrome，NMS）管理，或是肌肉痙攣（例如中風、截癱、腦性麻痺、疼痛伴隨多发性硬化症），或用於2,4-二硝基苯酚中毒時。另外，如達諾殺（或稱「地樂酚」，一般為殺蟲劑、除草劑）、特乐酚等相關化合物。
截至2015年，美國典型藥物治療費用為100至200美元；在台灣，該藥物一劑的成本為新台幣5000元。

## 瓶裝
- Dantrolen（歐洲包裝）
- Dantrolene Sodium Salt
單挫林的鈉鹽是橙色結晶固體。

## 外部連結
- Swiss Drug Compendium on oral Dantrolene[永久]（德文）